# Sputnik Òrbita 90
Sputnik Òrbita 90, també anomenat Sputnik TV o simplement Sputnik, fou un programa de televisió en català sobre periodisme musical creat per Televisió de Catalunya i emès al Canal 33 des del 1991 fins al 2013.
Al 2017 es va reinventar amb un recull dels millors moments del programa, combinat també amb contingut actual. Tot i això, se centra en recordar grans moments musicals dels anys 90 com l'èxit de Nirvana, la visita d'U2 al 1992, l'auge del Britpop i la guerra de metal entre Metallica i Guns N' Roses, entre d'altres.
El programa va estar en antena gairebé 25 anys, passant per diverses etapes, però sobretot apostant pels directes, per les novetats internacionals i nacionals i per la música catalana.
Sputnik Òrbita 90 va sorgir de l'èxit de Sputnik Zap, un programa emès al 1990 sobre videoclips amanit amb comentaris irreverents, amb Miquel Botella Armengou i el fotògraf Francesc Fàbregas i Oliveras com a redactors i guionistes principals. Malgrat durar només una temporada, Sputnik Zap generalment va rebre bones crítiques, i fins i tot va emetre un especial per a la nit del 31 de desembre de 1990, titulat Zap d'any.
El programa s'emeté al canal +Música de Canal Satélite Digital doblat al castellà, però també amb àudio en català a través del sistema Dual, entre 1997 i 1998, així com al seu substitut, 40 TV, entre 1998 i 1999.
A més a més, entre el 8 de juny de 2001 i l'any 2004, la CCRTV disposava de l'emissora online Ràdio Sputnik (Ràdio SPK), que recollia les millors cançons del moment, i emetia les 24 hores del dia.

## Llistat de capítols
| Títol                                                                      | Data d'emissió | Tema del capítol |
| -------------------------------------------------------------------------- | -------------- | --- |
| El dia que U2 va reinventar els concerts de masses                         | 23/01/2017     | Zoo TV, la primera gira dels U2 per Catalunya                                                                             |
| El dia que Kurt Cobain i els grunge ens van deixar                         | 30/01/2017     | Suïcidi de Kurt Cobain i la fi de la generació Grunge                                                                     |
| El dia de la invasió del pop britànic                                      | 06/02/2017     | La rivalitat de Blur i Oasis                                                                                              |
| El dia del duel dels monstres del rock                                     | 13/02/2017     | Metallica i Guns N' Roses es disputaven la corona de reis del rock més dur                                                |
| El dia que vam fer camí cap al Sant Jordi (primera part)                   | 20/02/2017     | Concert de rock català al Palau Sant Jordi de Barcelona, al 1991: Els Pets i Sau                                          |
| El dia que vam fer camí cap al Sant Jordi (segona part)                    | 27/02/2017     | Concert de rock català al Palau Sant Jordi de Barcelona, al 1991: Sopa de Cabra i Sangtraït                               |
| El dia que vam ser mestissos amb Mano Negra i els Chili Peppers            | 06/03/2017     | Fusió d'estils i el mestissatge de Mano Negra i Red Hot Chili Peppers                                                     |
| El dia que Madonna ens va "erotitzar"                                      | 20/03/2017     | Sobre la vida de Madonna com a actriu i el seu inici al món de la música                                                  |
| El dia que el rap va assaltar les llistes d'èxits                          | 20/03/2017     | Sobre l'impacte del hip-hop i el rap a Catalunya; Vanilla Ice i Mc Hammer entre altres                                    |
| El dia que Bowie, Prince i els grans del rock es reinventen (primera part) | 27/03/2017     | Adaptar-se als nous temps: David Bowie, Lou Reed i Iggy Pop                                                               |
| El dia que Bowie, Prince i els grans del rock es reinventen (segona part)  | 27/03/2017     | Adaptar-se als nous temps: Prince                                                                                         |
| El dia que va néixer l'era dels macrofestivals                             | 03/04/2017     | Doctor Music Festival, pioner dels macrofestivals moderns                                                                 |
| El dia que l'electrònica i el Sónar es fan grans                           | 03/04/2017     | Grups com Orbital o Chemical Brothers van liderar una revolució electrònica que va comportar l'eclosió del festival Sónar |
| El dia de la nissaga dels Cliptoman                                        | 10/04/2017     | Nissaga musico-surrealista dels Cliptoman                                                                                 |
| El dia del Zap, la prehistòria de l'"Sputnik"                              | 10/04/2017     | Sputnik Zap i els inicis de Sputnik Òrbita 90                                                                             |
| El dia de les actuacions en directe (primera part)                         | 17/04/2017     | Actuacions en directe al plató de l'Sputnik                                                                               |
| El dia de les actuacions en directe (segona part)                          | 17/04/2017     | Repàs d'actuacions i dels millors moments de la sèrie                                                                     |